# Lijst van bisschoppen van Doornik
Dit is een overzicht van de bisschoppen van het bisdom Doornik.

## Periode van 500 tot 1500
- Tot 500 waren de dichtstbijzijnde bisschoppen gevestigd in Amiens, Vermand, Reims en Tongeren/Maastricht.
- ±500–531: Eleutherius van Doornik
- 531–±550: Medardus, reeds bisschop van Noyon
- ±550: Agres(t)ius, vermeld in 549 en 552
- ±575: Samson, peetouder van de toen geboren zoon van koning Chilperik
- ±600–1146: zie de bisschoppen van het bisdom Noyon
- 1146 – 1149: Anselmus
- 1149 – 1166: Gerard
- 1166 – 1171: Wouter
- 1173 – 1190: Everhard, zoon van Wouter I van Avesnes
- 1193 – 1203: Stefaan van Doornik
- 1203 – 1218: Gozewijn
- 1219 – 1252: Walter van Marvis
- 1252 – 1261: Wouter van Croix
- 1261 – 1266: Jan Buchiau
- 1267 – 1274: Jan van Edingen (overgeplaatst naar Luik)
- 1275 – 1282: Filips Mus
- 1283 – 1291: Michaël van Warenghien
- 1292 – 1300: Jan van Vassogne
- 1301 – 1324: Guy van Boulogne (overgeplaatst naar Kamerijk)
- 1324 – 1326: Elias van Ventadour
- 1326 – 1333: Willem van Ventadour
- 1333: Theobald van Saussoire
- 1334 – 1342: Andreas Ghini
- 1342 – 1349: Jan des Prés
- 1349 – 1350: Peter van Forest (overgeplaatst naar Parijs)
- 1351 – 1377: Philippe van Arbois
- 1379 – 1388: Peter van Auxy
- 1380 – 1384: Jan van West, benoemd door paus Urbanus VI
- 1384 – 1388: Paus Urbanus benoemt achtereenvolgens Willem van Coudenberghe, Willem de la Vigne, Jan Latijns patriarch van Alexandrië, en een niet nader bekende Willem.
- 1388 – 1410: Lodewijk de la Trémouille
- 1410 – 1433: Jan van Thoisy
- 1433 – 1437: Jan van Harcourt
- 1437 – 1460: Jan Chevrot (overgeplaatst naar Toul)
- 1460 – 1473: Willem Fillastre de Jonge
- 1474 – 1483: Ferry van Clugny

## Van 1500 tot 1800
- 1483 – 1506: het schisma van Doornik
  - Benoemd door de paus: Jan Monissart (vanaf 1483), Antoniotto Pallavicini (vanaf 1491), Pierre Quicke (vanaf 1498, afgetreden in 1505)
  - Benoemd door het kapittel, in samenspraak met de Franse koning: Louis de Pot (1483–1505)
- 1505 – 1513: Karel van Hautbois
- 1514 – 1518: Thomas Wolsey
- 1519 – 1524: Lodewijk Guillard
- 1524 – 1564: Karel van Croÿ
- 1564 – 1574: Guibert d'Ongnies
- 1574 – 1580: Pierre Pintaflour
- 1583 – 1586: Maximiliaan Morillon
- 1586 – 1592: Jean de Vendeville (Jean Venduille)
- 1592 – 1614: Michel d'Esne
- 1614 – 1644: Max Villain
- 1644 – 1660: François Villain

Waar de bisschoppen voorheen uit de regio kwamen, werden tijdens de Franse bezetting uitsluitend Fransmannen tot bisschop gewijd.
- 1669 – 1689: Gilbert de Choiseul du Plessis Praslin
- 1689 – 1705: François de Caillebot de La Salle
- 1705 – 1707: Louis-Marcel de Coëtlogon-Méjusseaume
- 1707 – 1713: Réné-François de Beauvau du Rivau

Na de Vrede van Utrecht (1713) stamden de bisschoppen uit Duitse geslachten.
- 1713 – 1731: Johan Ernst van Löwenstein-Wertheim
- 1731 – 1770: Frans Ernst van Salm-Reifferscheid
- 1770 – 1776: vacant
- 1776 – 1793: Wilhelm Florentin von Salm-Salm
- 1793 – 1802: Ten tijde van de Franse Revolutie werden tijdelijk alle bisschoppelijke instanties afgeschaft.

## Na de heroprichting van 1801
- 1802 – 1819: François-Joseph Hirn
- 1829 – 1834: Jean-Joseph Delplancq
- 1835 – 1872: Gaspard-Joseph Labis
- 1873 – 1879: Edmond Dumont
- 1880 – 1897: Isidore Joseph Du Roussaux
- 1897 – 1915: Carolus Gustavus Walravens
- 1915 – 1923: Amédée Crooy
- 1924 – 1939: Gaston-Antoine Rasneur
- 1940 – 1945: Luigi Delmotte
- 1945 – 1948: Etienne Carton de Wiart
- 1948 – 1977: Charles-Marie Himmer
- 1977 – 2002: Jean Huard
- 2003 – heden: Guy Harpigny